# Charax
Charax es un género de peces de la familia de Characidae en el orden de los Characiformes.

## Especies
Hay 16 especies en este género:
- Charax apurensis C. A. S. de Lucena, 1987
- Charax caudimaculatus C. A. S. de Lucena, 1987
- Charax condei (Géry & Knöppel, 1976)
- Charax gibbosus (Linnaeus, 1758)
- Charax hemigrammus (C. H. Eigenmann, 1912)
- Charax leticiae C. A. S. de Lucena, 1987
- Charax macrolepis (Kner, 1858)
- Charax metae C. H. Eigenmann, 1922
- Charax michaeli C. A. S. de Lucena, 1989
- Charax niger C. A. S. de Lucena, 1989
- Charax notulatus C. A. S. de Lucena, 1987
- Charax pauciradiatus (Günther, 1864)
- Charax rupununi C. H. Eigenmann, 1912
- Charax stenopterus (Cope, 1894)
- Charax tectifer (Cope, 1870)
- Charax unimaculatus C. A. S. de Lucena, 1989